# Этлингера
Этли́нгера (лат. Etlíngera) — род многолетних растений семейства Имбирные. Распространён в Индо-Тихоокеанском регионе, содержит около ста видов, произрастающих преимущественно в районе экватора.
Род назван в честь немецкого ботаника Андреаса Эрнста Э́тлингера (1730—1790).
Некоторые из крупных представителей видов рода имеют мощные облиственные побеги высотой до 10 метров и внешним обликом напоминают древесные растения.

## Ареал
Виды рода Этлингера встречаются в Индии, Бангладеш, Бирме, Китае, Лаосе, Камбодже, Вьетнаме, Таиланде, Малайзии, Сингапуре, Индонезии, на Филиппинах, в султанате Бруней, на Папуа-Новая Гвинея, в Австралии и на некоторых островах Тихого океана, преимущественно в экваториальной области, на высоте от уровня моря до 2 500 метров.

## Виды
Наиболее известным видом рода Этлингера является Этлингера высокая (Etlingera elatior (Jack) R.M.Sm.). Названия растения в европейских языках отражают её роскошное цветение — «факельный имбирь» (англ. Torch Ginger), «факельная лилия» (англ. Torch Lily), «фарфоровая роза» (фр. Rose de porcelaine), или «филиппинский восковый цветок» (англ. Philippine Waxflower).
Род включает около ста видов. Некоторые из них:
- Etlingera elatior (Jack) R.M.Sm.
- Etlingera grandiflora (Valeton) R.M.Sm.
- Etlingera harmandii (Gagnep.) R.M.Sm.
- Etlingera hemisphaerica (Blume) R.M.Sm.
- Etlingera littoralis (J.Koenig ex Retz.)Giseke
- Etlingera punicea (Roxb.) R.M.Sm.
- Etlingera solaris (Blume) R.M.Sm.
- Etlingera sulfurea (R.Parker) R.M.Sm.